# Joseph Yoakum
Pour la ville américaine, voir Yoakum.
Joseph Elmer Yoakum est un dessinateur américain autodidacte. Il semble qu’il soit né le 22 février 1889 dans le comté de Greene, dans le Missouri, et mort le 25 décembre 1972 à Rock Island, dans l’Illinois. 

## Biographie
Joseph Yoakum prétendait être né dans l’Arizona et être d’origine navajo. En fait, son père était d'origine cherokee et sa mère, une ancienne esclave, était d’origine cherokee, afro-américaine et française. Il quitte sa famille à neuf ans pour rejoindre un cirque, le Great Wallace Circus, où il est garçon d'écurie. Il voyage ensuite à travers les États-Unis avec plusieurs cirques, dont les Ringling Brothers et le Buffalo Bill's Wild West Show, avec lequel il voyage également en Europe de 1903 à 1906. De retour dans le Missouri en 1908, il a un premier enfant en 1909 avec Myrtle Julian qu'il épouse en 1910. Enrôlé dans l'armée en 1918, il est incorporé au 805th Pioneer Infantry et est envoyé en France. Il ne rejoint pas sa famille après la guerre, et parcourt le monde en faisant toutes sortes de petits boulots. Il déclarera plus tard qu'il a « visité tous les continents à l'exception de l'Antarctique ». Il se remarie en 1929 et s'établit finalement à Chicago dans les années 1940. En 1946, il est interné dans un hôpital psychiatrique. Rapidement libéré, il se met à dessiner au début des années 1950. Il est découvert en 1967 par John Hopgood, un enseignant du Chicago State College, qui, après avoir vu ses dessins affichés dans le petit magasin de la 82e rue de Chicago où il vit, lui en achète immédiatement trente-deux.

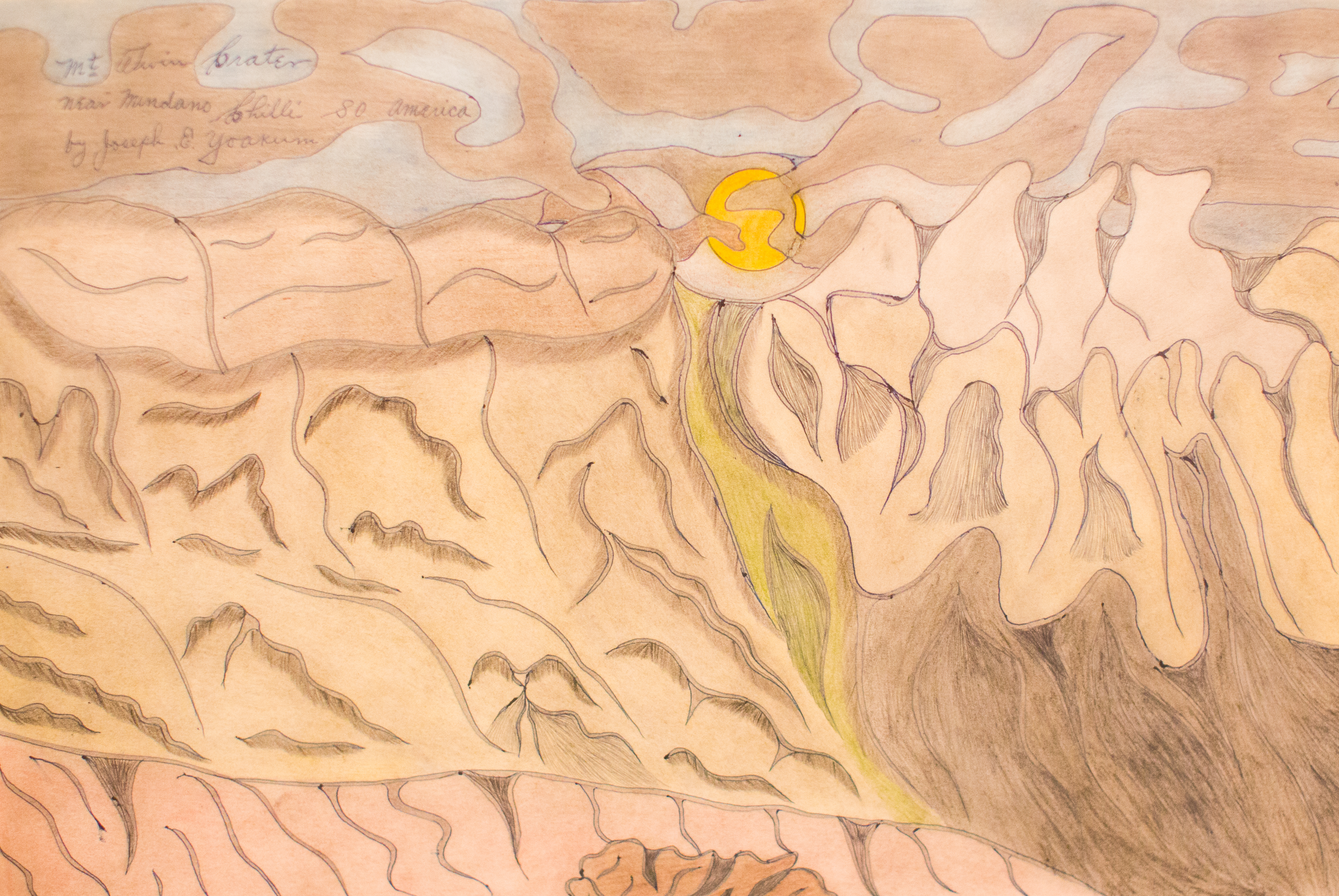
Une ouvre de Joseph Yoakum

## Son œuvre
Ses œuvres sont réalisées au stylo bille sur du papier ordinaire. Les masses sont toujours détourées d'un double trait et coloriées au crayon de couleur ou à l'aquarelle, qu'il frotte avec du papier toilette pour les faire briller. Ses dessins, au départ censés rappeler des lieux que Yoakum a connus dans sa jeunesse, sont devenus de plus en plus imaginaires. Ils évoquent des coupes biologiques ou géologiques. Les voyages qu’il prétendait avoir effectués étaient largement imaginaires. Une de ses dernières œuvres s’intitule Flooding of Sock River through Ash Grove Mo [Missouri] on July 4, 1914 in that [waters] drove many persons from Homes I were with the Groupe leiving [sic] their homes for safety.

## Référence bibliographique
- Traveling the Rainbow. The Life and Art of Joseph E. Yoakum, Derrel B. Depasse, Museum of American Folk Art/University Press of Mississippi (2001)

## Source
- (en) Cet article est partiellement ou en totalité issu de l’article de Wikipédia en anglais intitulé « Joseph Yoakum » (voir la liste des auteurs).

1. ↑  Joseph E. Yoakum, sur carlhammergallery.com
2. ↑  Joseph E. Yoakum, sur petulloartcollection.org
3. ↑  Yoakum joseph elmer, sur abcd-artbrut.net
4. ↑  Pvt Joseph Elmer Yoakum, sur findagrave.com
5. ↑  Joseph Yoakum, sur art.org